# Prasinocyma salutaria
Prasinocyma salutaria är en fjärilsart som beskrevs av Swinhoe 1904. Prasinocyma salutaria ingår i släktet Prasinocyma och familjen mätare. Inga underarter finns listade i Catalogue of Life.